# 巴基斯坦棒球代表隊
巴基斯坦棒球代表隊是巴基斯坦棒球運動的國家代表隊。他們參加過包括東南亞運動會、亞洲運動會棒球比賽及亞洲棒球錦標賽。其在亞洲盃獲得過5面金牌，獎牌總數為亞洲盃之冠。

## 簡介
巴基斯坦從1992年引進棒球， 2010年參加了廣州亞運、2012年晉級參加亞錦賽。板球是巴基斯坦的國球，棒球則還在發展中，多數的棒球選手剛開始都是板球轉練的，現在則有「純」棒球選手，國內有8支棒球隊，目前仍在興建棒球場。
目前教練團陣中有位韓籍教練，是透過亞洲棒球總會定期指派不同的南韓教練前往指導，不過未來考慮引進古巴系統。

## 國際賽成績

### 亞洲盃棒球賽
- 1997年－季軍
- 2001年－亞軍
- 2002年－亞軍
- 2004年－亞軍
- 2006年－冠軍
- 2009年－亞軍
- 2010年－冠軍
- 2012年－冠軍（西區）
- 2015年－冠軍（西區）
- 2017年－冠軍（西區）
- 2019年－冠軍（西區）

### 亞洲棒球錦標賽
- 2003年－第七名
- 2007年－第七名
- 2012年－第六名
- 2015年－第五名
- 2017年－第六名
- 2019年－第八名

### 亞運
- 2010年－第五名
- 2014年－第五名
- 2018年－第五名